# Of Mice & Men
Of Mice & Men (рус. О мышах и людях) — американская рок-группа из города Коста-Меса, Калифорния. Основана вокалистом Остином Карлайлом и басистом Джаксином Холлом в 2009 году. Названа по одноимённой повести. В настоящее время состоит из вокалиста и басиста Аарона Поли, ударника Валентино Артеги и гитаристов Фила Манансалы и Алана Эшби.

## История
Остин Карлайл являлся участником Attack Attack! с самого основания в 2005 году. После записи дебютного альбома Someday Came Suddenly и нескольких небольших туров в конце 2008 года его выгнали из группы. Решив начать что-то новое, он попросил одного из своих лучших друзей Джаксина Холла стать его соучастником в любых начинаниях. С помощью старых знакомых из Though She Wrote и Miss May I они записывают трек «Seven Thousand Miles for What?» и выкладывают его на только что созданную страницу на MySpace. Упрочнив состав ударником Валентином Артеагой из Lower Definition, Шейли Бурже из Covette и Chapters! на вокале и гитаре, а также гитаристом Филом Маннсалой из A Static Lullaby, они выпускают одноименный альбом, который выходит в свет в феврале 2010 года. Вскоре Остин покидает группу в связи с необходимой операцией на сердце, в то же время у него возникает конфликт с остальными участниками группы. 23 августа 2010 также объявляет о своём уходе по личным причинам Джаксин Холл. Однако в начале января Остин вновь возвращается в группу, несмотря на свои изначальные планы создать новый проект.
7 января 2011 Of Mice & Men вернулись в студию, чтобы записать свой второй альбом, который вышел 14 июня 2011 года под названием The Flood.
9 февраля 2012 года Шейли Бурже объявил о своём уходе из группы. В YouTube-видео он объяснил это личными проблемами, в том числе депрессией и алкоголизмом и тем, что не хочет быть обузой для группы. Выходит переиздание "The Flood" с четырьмя новыми песнями с вокалом одного Остина. Через несколько месяцев группа находит замену Бурже в лице Аарона Полли.
В 2014 году, 28 января был выпущен новый альбом под названием Restoring Force. Музыка группы стала более мрачной и с большим влиянием ню-метала и альтернативного метала. Также это первый альбом, где Остин полноценно стал петь чистым вокалом. В конце 2014 было объявлено, что группа выпустит делюкс-издание альбома под названием «Restoring Force: Full Circle», в которое входили 3 новые композиции и акустическая версия «Feels Like Forever».
В июне 2016 группа заявила о предзаказе нового альбома и выпустила сингл "Pain", а позже и видеоклип. 9 сентября 2016 года состоялся релиз альбома под названием  Cold World. Альбом получился по стилю более лёгким, чем предыдущее творчество группы.
30 декабря 2016 года Остин Карлайл в своем Instagram-профиле заявил об уходе из группы в связи с его болезнью.
Первое выступление группы без Остина состоялось 21 апреля 2017 на Las Rageous Festival в Лас-Вегасе. Все вокальные обязанности возложил на себя басист Аарон Полли. Два дня спустя вышел новый сингл с видеоклипом "Unbreakable", а через месяц, 22 мая - второй сингл/клип "Back to Me". 10 ноября вышел сингл/клип "Warzone" и открылся предзаказ на новый альбом под названием Defy, который вышел 19 января 2018 года.
27 сентября 2019 года состоялся релиз шестого студийного альбома Earthandsky.

## Состав
Текущие участники
- Валентино Артеага — ударные (с 2009)
- Фил Манансала — соло-гитара (с 2009)
- Алан Эшби — ритм-гитара (с 2011), бэк-вокал (с 2016); бас-гитара (2011—2012)
- Аарон Поли — бас-гитара, чистый вокал (с 2012), экстрим-вокал (с 2017)

Бывшие участники
- Джон Кинц — ритм-гитара, чистый вокал (2009)
- Джаксин Холл — бас-гитара, бэк-вокал (2009—2010), бас-гитара, чистый вокал (2009)
- Джерри Роуш — экстрим-вокал (2010—2011)
- Шейли Бурже — чистый вокал, ритм-гитара (2009—2012); бас-гитара (2011—2012)
- Остин Карлайл — экстрим-вокал (2009—2010, 2011—2016), чистый вокал (2011—2016)

## Дискография
Студийные альбомы
| Год  | Альбом          | Лейбл             | Позиции в чартах | Позиции в чартах | Позиции в чартах | Позиции в чартах | Позиции в чартах |
| Год  | Альбом          | Лейбл             | US               | US Rock          | US Heat.         | US Indie         | US Hard Rock     |
| ---- | --------------- | ----------------- | ---------------- | ---------------- | ---------------- | ---------------- | ---------------- |
| 2010 | Of Mice & Men   | Rise              | 115              | 35               | 3                | 12               | 10               |
| 2011 | The Flood       | Rise              | 28               | 6                | -                | 5                | 3                |
| 2014 | Restoring Force | Rise              | 4                | 2                | -                | 1                | 1                |
| 2016 | Cold World      | Rise              | 20               | 6                | -                | 3                | 1                |
| 2018 | Defy            | Rise              | 48               | 7                | -                | 2                | 3                |
| 2019 | Earthandsky     | Rise              | -                | -                | -                | -                | -                |
| 2021 | Echo            | SharpTone Records | -                | -                | -                | -                | -                |
| 2023 | Tether          | SharpTone Records | -                | -                | -                | -                | -                |

## Видеография
- «Second & Sebring» (2010)
- «Those in Glass Houses» (2010)
- «The Depths» (2012)
- «You're not Alone» (2013)
- «Bones Exposed» (2014)
- «Would You Still Be There» (2014)
- «Feels Like Forever» (2014)
- «Identity Disorder» (2014)
- «Broken Generation» (2015)
- «Another You» (2015)
- «Never Giving Up» (2015)
- «Live at Brixton» (2016)
- «Pain» (2016)
- «Real» (2016)
- «Unbreakable»(2017)
- «Back to Me» (2017)
- «Warzone» (2017)
- «Instincts» (2018)
- «How to Survive» (2019)
- «Mushroom Cloud» (2019)
- «Earth & Sky» (2019)
- «Taste of Regret» (2019)
- «Obsolete» (2021)
- «Timeless» (2021)
- «Anchor» (2021)